# Plácido (Vorname)
Plácido oder Placido ist ein männlicher Vorname. Er ist die italienische (Placido) oder portugiesische und spanische (Plácido) Form des Vornamens Placidus.

## Namensträger

### Placido
- Placido Abela (1814–1876), italienischer Benediktinermönch, Organist und Komponist von Kirchenmusik
- Placido Acevedo (1904–1974), puerto-ricanischer Trompeter, Orchesterleiter und Komponist
- Placido Maria Cambiaghi (1900–1987), italienischer römisch-katholischer Geistlicher und Bischof von Novara
- Placido Cortese (1907–1944), italienischer Ordenspriester der Franziskaner, Opfer der Gestapo
- Placido Mapa (1901–1967), philippinischer Unternehmer und Politiker
- Placido Puccinelli (1609–1685), italienischer Benediktiner-Mönch, Historiker und Gelehrter
- Placido Rizzotto (1914–1948), italienischer Gewerkschaftsführer, aktiv im Kampf gegen die Mafia
- Placido Saltamacchia (1595–1616), Historien- und Bildnismaler auf Sizilien
- Placido Maria Schiaffino (1829–1889), italienischer Benediktinerabt und Kardinal
- Placido Titi (1603–1668), italienischer Astrologe
- Placido Zurla (1769–1834), italienischer Ordensgeistlicher, Kardinal und Kardinalvikar

### Plácido
- Plácido de Abreu (1903–1934), portugiesischer Kunstflieger
- Plácido Domingo (* 1941), spanischer Opernsänger (Tenor und Bariton), Dirigent und Intendant
- Plácido Domingo Ferrer (1907–1987), spanischer Zarzuelasänger (Bariton), Vater des Vorgenannten
- Plácido Galindo  (1906–1988), peruanischer Fußballspieler
- Plácido Rodríguez (* 1940), mexikanisch-US-amerikanischer Ordensgeistlicher und römisch-katholischer Bischof

## Nachweise
1. ↑  https://www.behindthename.com/name/placido
2. ↑  https://www.behindthename.com/name/pla10cido